# Llanos de Alcantara y Brozas
Llanos de Alcantara y Brozas este o arie protejată (arie specială de conservare — SAC, sit de importanță comunitară — SCI, arie de protecție specială avifaunistică — SPA) din Spania întinsă pe o suprafață de 46.579,77 ha, integral pe uscat.

## Localizare
Centrul sitului Llanos de Alcantara y Brozas este situat la coordonatele 39°35′22″N 6°51′35″W / 39.589444°N 6.859722°V.

## Înființare
Situl Llanos de Alcantara y Brozas a fost declarat sit de importanță comunitară în decembrie 1997 pentru a proteja 1 specie de plante și 92 de specii de animale. Alte tipuri de protecție:
- arie de protecție specială avifaunistică (în iunie 2003)[2]
- arie specială de conservare (în mai 2015)[1][3][4]

## Biodiversitate
Situată în ecoregiunea mediteraneană, aria protejată conține 10 habitate naturale: Păduri de Quercus ilex și Quercus rotundifolia, Pante stâncoase silicioase cu vegetație casmofită, Păduri de Quercus suber, Dehesas cu Quercus spp. perene, Tufărișuri termo-mediteraneene și de pre-deșert, Galerii și tufărișuri riverane sudice (Nerio-Tamaricetea și Securinegion tinctoriae), Lande oro-mediteraneene cu formațiuni endemice de grozamă, Pseudostepă cu ierburi și specii anuale de Thero-Brachypodietea, Galerii de Salix alba și de Populus alba, Iazuri temporare mediteraneene.
La baza desemnării sitului se află mai multe specii protejate:
- plante (1): Marsilea batardae
- păsări (79): vulturul negru (Aegypius monachus), ciocârlie-de-câmp (Alauda arvensis), pescăruș albastru (Alcedo atthis), rață lingurar (Anas clypeata), rață pitică (Anas crecca), rață fluierătoare (Anas penelope), rață mare (Anas platyrhynchos), rață pestriță (Anas strepera), gâscă cenușie (Anser anser), fâsă-de-câmp (Anthus campestris), fâsă de luncă (Anthus pratensis), fâsă de pădure (Anthus spinoletta), lăstunul mare (Apus apus), Apus pallidus, acvilă de munte (Aquila chrysaetos), stârc cenușiu (Ardea cinerea), rață-cu-cap-castaniu (Aythya ferina), buha (Bubo bubo), pasărea ogorului (Burhinus oedicnemus), ciocârlie-cu-degete-scurte (Calandrella brachydactyla),  prundaș gulerat mic (Charadrius dubius), barză albă (Ciconia ciconia), barză neagră (Ciconia nigra), șerpar (Circaetus gallicus), erete vânăt (Circus cyaneus), erete cenușiu (Circus pygargus), Clamator glandarius, porumbel gulerat (Columba palumbus), dumbrăveancă (Coracias garrulus), cuc (Cuculus canorus), lăstun de casă (Delichon urbica), egretă mică (Egretta garzetta), Elanus caeruleus, măcăleandru (Erithacus rubecula), șoim de iarnă (Falco columbarius), Falco naumanni, șoim călător (Falco peregrinus), Galerida theklae, becațină comună (Gallinago gallinago), cocor (Grus grus), vulturul pleșuv sur (Gyps fulvus), Hieraaetus fasciatus, acvilă pitică (Hieraaetus pennatus), piciorong (Himantopus himantopus), Hippolais polyglotta, rândunică roșcată (Hirundo daurica), rândunică (Hirundo rustica), sfrâncioc cu cap roșu (Lanius senator), pescăruș negricios (Larus fuscus), pescăruș râzător (Larus ridibundus), ciocârlie de pădure (Lullula arborea), privighetoare (Luscinia megarhynchos), ciocârlie de bărăgan (Melanocorypha calandra), prigoare (Merops apiaster), gaia neagră (Milvus migrans), gaia roșie (Milvus milvus), codobatură galbenă (Motacilla alba), vultur egiptean (Neophron percnopterus), pietrar mediteranean (Oenanthe hispanica), Oenanthe leucura, grangur (Oriolus oriolus), dropie (Otis tarda), cormoran mare (Phalacrocorax carbo), codroș de munte (Phoenicurus ochruros), pitulice de munte (Phylloscopus collybita), ploier auriu (Pluvialis apricaria), Pterocles alchata, Pterocles orientalis, lăstun de mal (Riparia riparia), turturică (Streptopelia turtur), graur (Sturnus vulgaris), silvie cu cap negru (Sylvia atricapilla), silvie roșcată (Sylvia cantillans), Sylvia hortensis, silvie de tufiș (Sylvia undata), spârcaci (Tetrax tetrax), fluierarul de zăvoi (Tringa ochropus), pupăză (Upupa epops), nagâț (Vanellus vanellus)
- amfibieni (1): Discoglossus galganoi
- mamifere (5): lupul (Canis lupus), vidră de râu (Lutra lutra), râs iberic (Lynx pardinus), Microtus cabrerae, liliac cu aripi lungi (Miniopterus schreibersii)
- pești (5): Cobitis paludica, Luciobarbus comizo, Pseudochondrostoma polylepis, Rutilus alburnoides, Rutilus lemmingii
- reptile (2): țestoasa de baltă (Emys orbicularis), Mauremys leprosa

Pe lângă speciile protejate, pe teritoriul sitului au mai fost identificate 1 specie de plante, 44 de specii de păsări, 7 specii de amfibieni, 1 specie de nevertebrate, 5 specii de pești, 11 specii de reptile.